# 郭丰民
郭丰民（1930年5月—？），中华人民共和国政治人物、外交官。

## 简介
1985年，接替安致远担任中华人民共和国驻德意志联邦共和国大使。1988年，由梅兆荣接任。
1988年，郭回国任外交部港澳办公室主任。于1990年3月被派往香港，出任中英联合联络小组中方首席代表。1992年彭定康上任港督之後推出“新九组”政改方案，引来中国政府的反对和谴责。当时郭丰民接受记者采访时说：“我们（中方）不会讨论港英政府提出的方案，也不会提什么反建议。大家可以放心，我们绝不会按照港英政府的背景音乐，跟他一起转来转去，去跳什么探戈舞。”
郭于1994年11月离香港回北京后退休，但没有完全脱离香港事务。他继续担任外交部港澳事务办公室顾问，并且是全国人民代表大会香港特别行政区筹备委员会委员。1997年6月30日至7月1日，他出席了午夜在香港举行的政权交接仪式。